# Papierwerke Waldhof-Aschaffenburg
Die Papierwerke Waldhof-Aschaffenburg (PWA) gingen 1970 aus dem Zusammenschluss der Aschaffenburger Zellstoffwerke AG und der Zellstofffabrik Waldhof hervor. Ab 1979 fungierten die PWA als Holdinggesellschaft eines Konzerns der Papierindustrie.
1995 übernahm die schwedische Svenska Cellulosa Aktiebolaget (SCA) die PWA AG und bildete einen neuen Konzernverbund. 2017 wurde der Geschäftsbereich mit Hygieneprodukten abgespalten und unter dem Namen Essity Germany fortgeführt.

## Zellstofffabrik Waldhof (1884–1970)

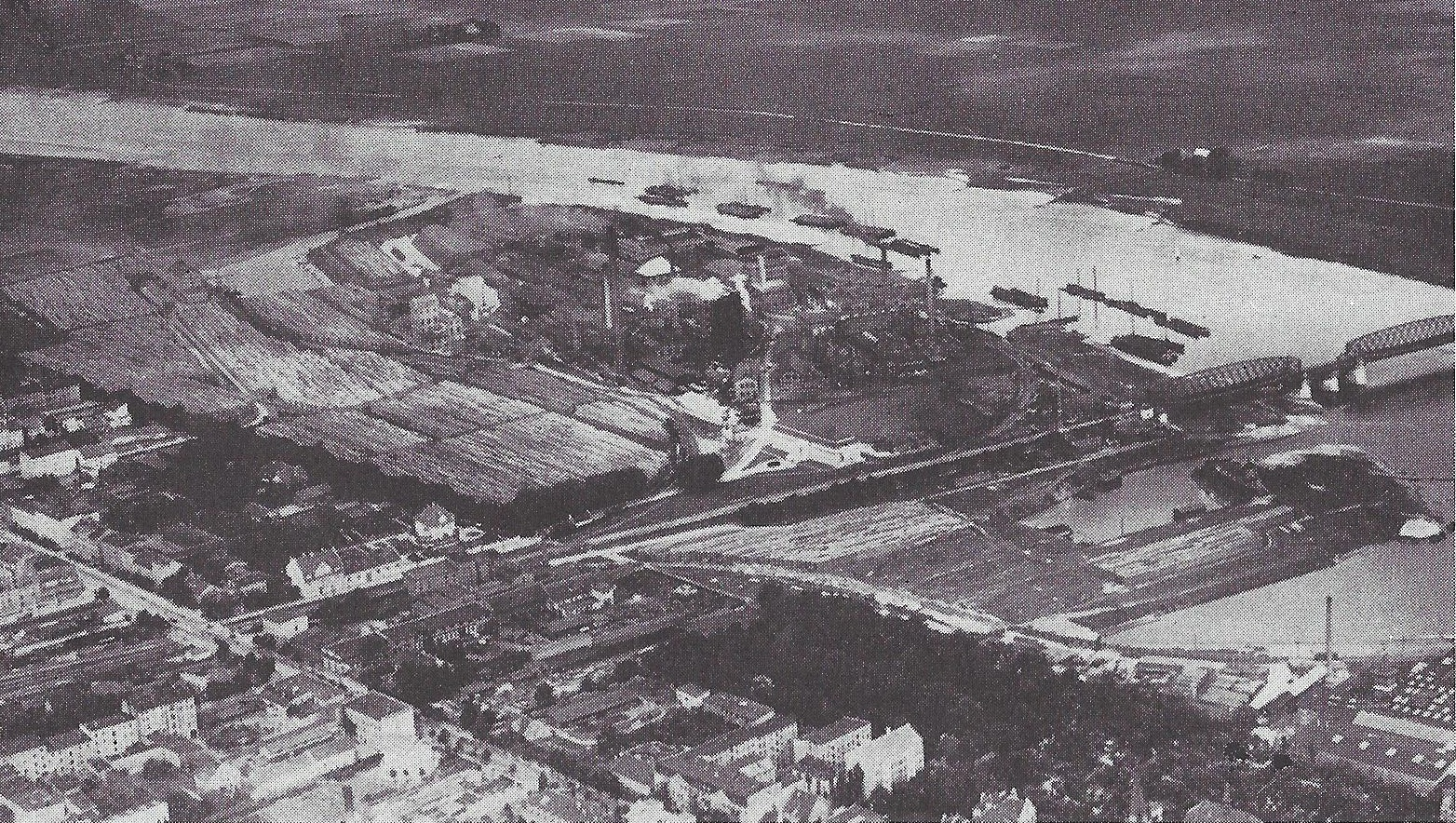
Zweigwerk Tilsit (1910)

Die Zellstofffabrik Waldhof in Mannheim (Lage) erzeugte und vertrieb Zellstoff, sonstige Papierhalbstoffe und Papier jeglicher Art. Sie wurde am 26. Juni 1884 gegründet, Sitz der Hauptverwaltung war zunächst Berlin.
1907 übernahm das Unternehmen durch Fusion die Zellstoff-Fabrik Tilsit AG in Tilsit (Lage).

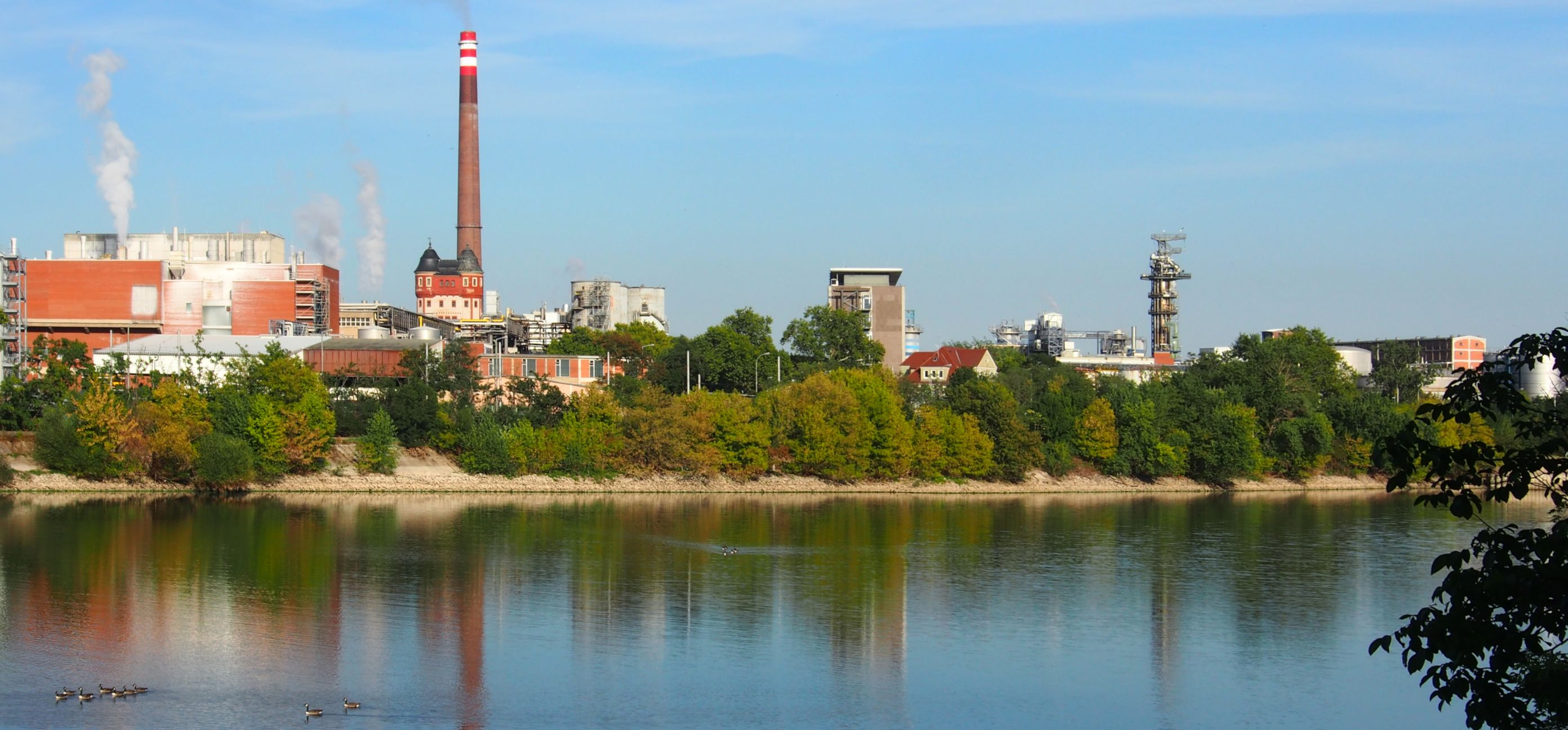
Werk Mannheim (2021)

Im September 1938 übernahm die Zellstofffabrik Waldhof AG im Zuge der Arisierung die zum Hartmann-Konzern gehörenden Papier- und Kunstfaserbetriebe (Natronag). Für einen Kaufpreis von 7,5 Mio. Reichsmark (RM) erwarb Waldhof ein Unternehmensnetz mit Niederlassungen in Deutschland, Polen, Österreich und auf dem Balkan mit einem Umsatz von 42 Mio. RM (1937), einem Buchwert von 26 Mio. RM und Buchreserven von 14 Mio. RM; nach eigener Schätzung in einem internen Bericht der Zellstofffabrik Waldhof AG betrug der gezahlte Kaufpreis weniger als die Hälfte des wahren Werts der Unternehmen. Im Werk Mainz-Kostheim wurden Zwangsarbeiter beschäftigt.
1943 gehörten zum Konzern:

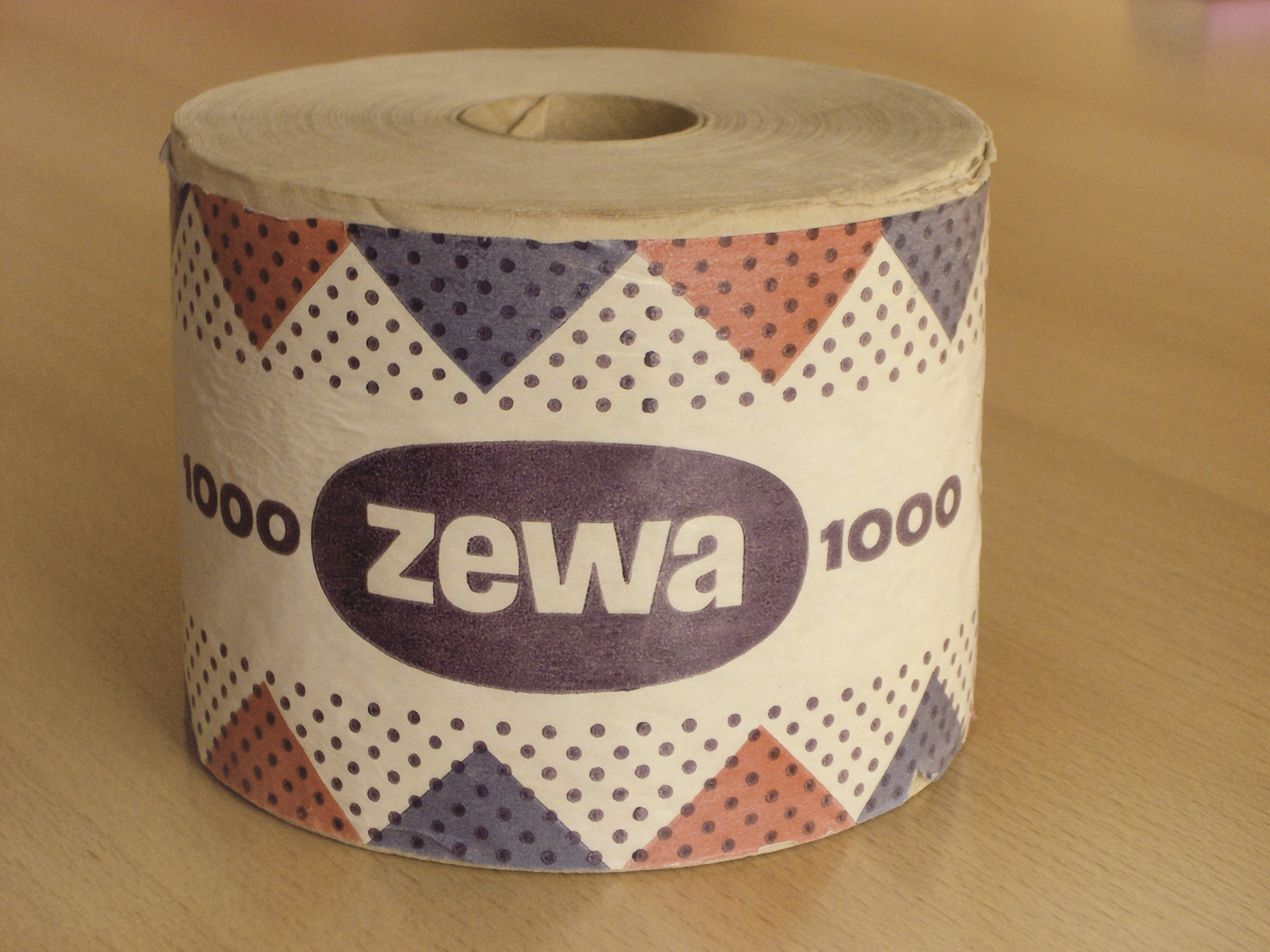
Die erste Zewa-Rolle 1960

- die O/Y Waldhof A/B in Helsinki (Finnland)
- die Papierfabrik Fockendorf AG in Fockendorf (Thüringen)
- die Papierfabrik Unterkochen GmbH in Unterkochen (Württemberg)
- die Natronzellstoff- und Papierfabriken AG in Berlin

Die Zellstofffabrik Waldhof verfügte in Wiesbaden über eine pharmazeutische Abteilung, die Präparate wie W1 Aminohepan (bei Perniziosa), W2 Pan-Aminon (bei Leberschäden und Gestationstoxikosen), Phosaden (bei Durchblutungsstörungen, Angina pectoris, Thrombophlebitis und Ulcus cruris), Glumentan (zur Steigerung der geistigen Leistungsfähigkeit), W3 Tonicum Waldhof (als appetitanregendes, natürliches Roborans) und Hefekohle Waldhof (zur medizinischen Behandlung) anbot. Von 1957 bis zu seinem Tod 1970 war Friedrich Dorn der Vorstandsvorsitzende der Zellstofffabrik Waldhof AG. In der Zeit des Nationalsozialismus war er als SS-Sturmbannführer und Ministerialdirigent in führender Funktion an der Lenkung der deutschen Zellstoff- und Papierindustrie sowie der Ausplünderung der entsprechenden Ressourcen in den besetzten Ostgebieten beteiligt gewesen.
Vor der Fusion 1970 hatte die Zellstofffabrik Waldhof einen Umsatz von 606 Mio. DM und beschäftigte 10.000 Mitarbeiter.

## Aschaffenburger Zellstoffwerke (1872–1970)

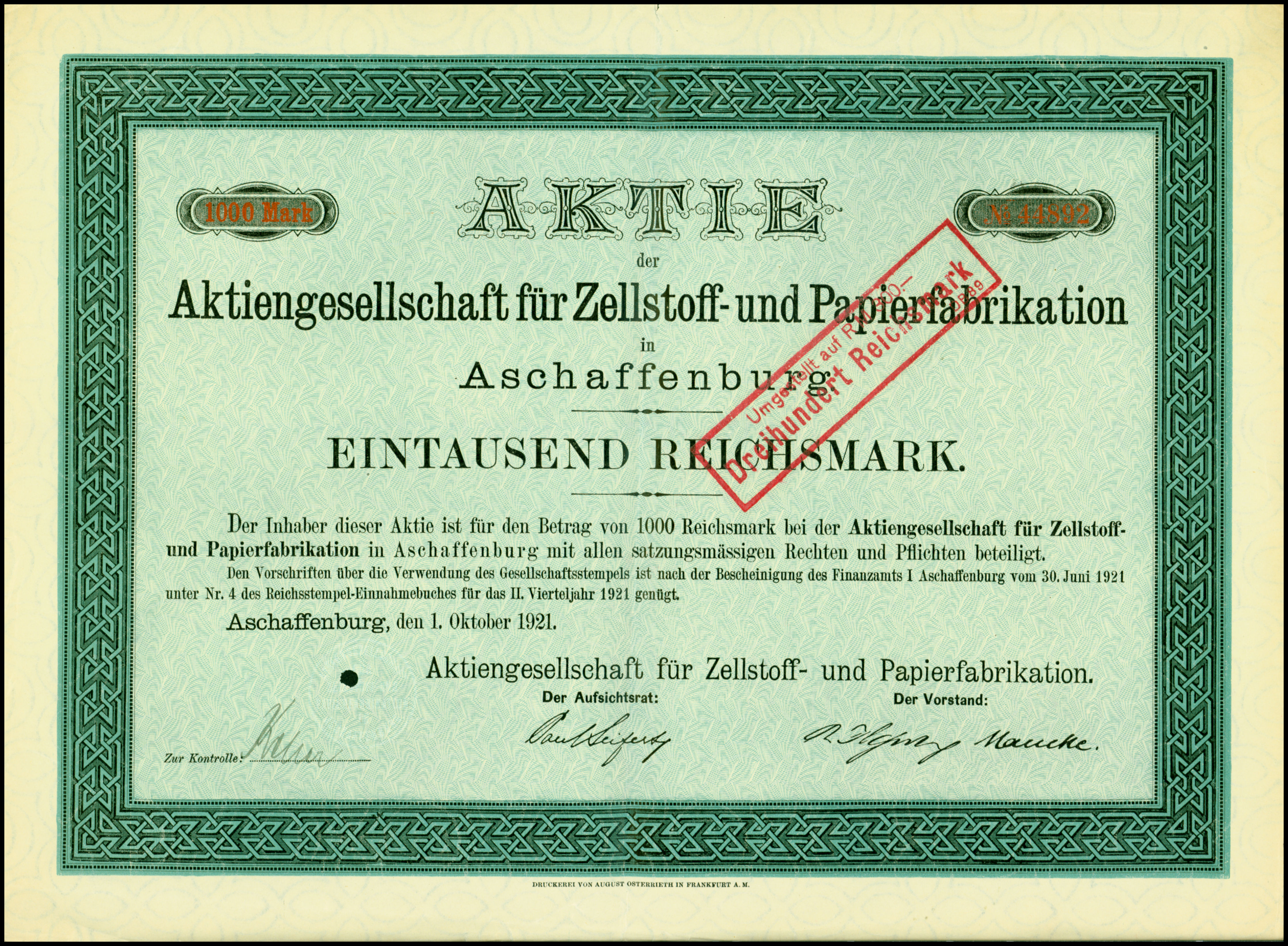
Aktie über 1000 RM der AG für Zellstoff- und Papierfabrikation in Aschaffenburg vom 1. Oktober 1921

Die Aschaffenburger Zellstoffwerke (Lage) wurden von Philipp Dessauer 1872 unter dem Namen Aktien-Gesellschaft für Maschinenpapier-Fabrikation gegründet. 1917 erfolgte eine Namensänderung der Firma in AG für Zellstoff- und Papierfabrikation und 1936 in Aschaffenburger Zellstoffwerke AG. Vor der Fusion hatten sie einen Umsatz von 240 Mio. DM und beschäftigten 4000 Mitarbeiter. Letzter Generaldirektor des börsennotierten Unternehmens „Aschzell“ war Norbert Lehmann. Direktor in der Zeit des Nationalsozialismus war der Wehrwirtschaftsführer Wilhelm Bracht. Die Aschaffenburger Zellstoffwerke AG besaß auch eine Pharmazeutische Abteilung und vermarktete als Pharmazell den Wirkstoffkomplex T-Vitamin Goetsch und ab 1949 das erste Salicylamid-Präparat Salicylamid Pharmazell.

## Fusion und Entwicklung der Papierwerke Waldhof-Aschaffenburg (1970–1995)
Die Fusion wurde von dem Bankier Anton Ernstberger befördert, dessen Bayerische Hypotheken- und Wechselbank 28 % der Aktien der Aschaffenburger Zellstoffwerke hielt. 1969 hielt der Bremer Unternehmer Hermann Krages 54 % der Aktien der Zellstofffabrik Waldhof Mannheim, die er im selben Jahr an die Bayerische Hypotheken- und Wechselbank verkaufte und damit die Fusion ermöglichte.
Nach der Fusion und einer Konsolidierungsphase ab 1973 verfolgten die Papierwerke Waldhof-Aschaffenburg eine Strategie der rechtlichen Verselbstständigung der Geschäftsbereiche, um eine dem jeweiligen Umsatzwachstum und Kapitalbedarf angemessene Finanzierung zu ermöglichen. So wurden die ursprünglich vier Geschäftsbereiche
- Feinpapiere
- Endverbraucherartikel, Weichverpackungen
- Zellstoff / Rohwatte, Verpackungspapier, Säcke und
- Wellpappe, Druck

bis 1979 in 15 rechtlich selbstständige Gesellschaften gegliedert.
Nicht zum Kernbereich Papier und Zellstoff gehörende Unternehmen wurden sukzessive veräußert, so 1985 die Efkadruck GmbH mit 260 Mitarbeitern und 14 Mio. DM Umsatz (1983) und die Kaiser GmbH & Co. KG mit 150 Mitarbeitern und 10 Mio. DM Umsatz (1983).
Im Jahr 1991 wurde von der Papierfabrik Laakirchen die Bunzl & Biach AG mit Werken Österreich an die Papierwerke Waldhof-Aschaffenburg verkauft.

## Produkte und Marken

Zewa-Logo

Bekannteste Marke ist Zewa, die aus dem Akronym Zellstoff Waldhof bildete und seit 2007 vom schwedischen SCA (heute: Essity) weiterbetrieben wird.
Ikonisch wurde seit den 1960er Jahren das Produkt Zewa wisch und weg, eine Marke für ein Einweg-Küchenreinigungstuch. Der Produktname Zewa fand als Synonym für solche Reinigungstücher sogar Eingang in die Umgangssprache.
SCA musste im Zuge der Übernahme der Marke Tempo im Jahr 2007 von Procter & Gamble ihre eigene 1977 eingeführte Taschentuchmarke „Softis“ gemäß der europäischen Kommission veräußern. Zusammen mit den dazugehörigen Warenzeichen und Verarbeitungsmaschinen hat das italienische Tissue-Unternehmen Sofidel (deren Taschentuchmarke lautet „Regina“) die Taschentuchmarke „Softis“ gekauft. Der Verkauf beinhaltete auch die Nutzungsrechte an der Dachmarke „Zewa“ für einen Zeitraum von drei Jahren. SCA (heute: Essity) behielt allerdings eine Lizenz für den Vertrieb von „Softis“ in den Ländern außerhalb von Deutschland und Österreich.
Im österreichischen Werk Pernitz wurde durch den Kauf der Bunzl & Biachl AG die Taschentuchmarke Feh, die seit 1956 produziert wird, eingebracht. Die Werbung Oh it's a feh! ist ein feststehender Werbeslogan seit Jahrzehnten bis heute.